# Hedian (köpinghuvudort i Kina, Hubei Sheng, lat 31,59, long 113,32)
Hedian är en köpinghuvudort i Kina. Den ligger i provinsen Hubei, i den centrala delen av landet, omkring 140 kilometer nordväst om provinshuvudstaden Wuhan. Antalet invånare är 41 831. Befolkningen består av 20 516 kvinnor och 21 315 män. Barn under 15 år utgör 11,0 %, vuxna 15-64 år 76 %, och äldre över 65 år 11,0 %.
Runt Hedian är det ganska tätbefolkat, med 239 invånare per kvadratkilometer. Närmaste större samhälle är Suizhou, 13,6 km norr om Hedian. Trakten runt Hedian består till största delen av jordbruksmark.
Genomsnittlig årsnederbörd är 1 128 millimeter. Den regnigaste månaden är september, med i genomsnitt 179 mm nederbörd, och den torraste är december, med 10 mm nederbörd.